# Paimon (Genshin Impact)
Paimon (en chino: 派蒙) es un personaje no jugable de Genshin Impact, desarrollado por miHoYo, y es un elemento icónico del juego. En el juego, Paimon actúa como la guía del protagonista, el «viajero». Su voz es interpretada en chino por Poi Duoduo, en japonés Aoi Koga, en inglés antiguamente por Corina Boettger y en coreano es de Kim Ga-ryeong. El personaje apareció por primera vez en la primera prueba beta cerrada del juego en 2019 y se presentó oficialmente en 2020.
Paimon ha recibido respuestas y críticas mixtas de críticos y jugadores. A algunos les gusta su diálogo cuando da apodos a otros personajes, pero otros critican su papel como guía del jugador. En varias ocasiones, los diálogos del juego se refieren a Paimon como «comida de emergencia», un apodo que se ha convertido en un meme en las comunidades de discusión de juegos en línea. Algunos también cuestionan la naturaleza del personaje, comparándola con personajes de juegos anteriores desarrollados por miHoYo.

## Creación
La apariencia de Paimon se asemeja a la de un hada, y su estado de movimiento es similar al de un niño pequeño que se tambalea mientras vuela de un lado a otro. La paleta de colores del personaje de Paimon es principalmente blanca y dorada, y su ropa tiene un símbolo de triquetra invertido. Lleva una media especial en la pierna izquierda, y el diseño de las mangas se asemeja a los trazos del carácter chino «神» en el logotipo de Genshin Impact, lo que simboliza que Paimon es un arconte en el juego, representando a los dioses. En la parte superior de su cabeza, lleva un broche y una capa con un patrón de galaxia. El símbolo de la triquetra es común en todo el mundo de Genshin Impact, pero solo en la ropa de Paimon está invertido.
Paimon es la guía del protagonista. Paimon apareció por primera vez en el tráiler de la beta cerrada lanzado por miHoYo en 2019 y se presentó oficialmente en 2020. Durante el desarrollo del juego, el equipo de desarrollo ajustó varias veces la personalidad, características y movimientos del personaje, lo que llevó bastante tiempo. El equipo de desarrollo creía que el personaje sería bien recibido por los jugadores, y Paimon efectivamente se convirtió en la mascota de Genshin Impact. El nombre del personaje proviene de Paimon, uno de los setenta y dos demonios de Salomón.
En el juego, la versión en inglés de Paimon se refiere al viajero en tercera persona y su tono de voz es agudo, lo que ha sido criticado por algunos críticos del juego.

## Historia
Al comienzo del juego, Paimon cae al agua y es rescatada por el viajero, convirtiéndose en su guía. Paimon suele ser clave para avanzar en la historia. Debido a que en los diálogos del juego los jugadores solo tienen opciones de texto y el viajero rara vez habla, Paimon a menudo expresa la posición del mismo, desarrolla los diálogos de la trama o incita a los jugadores a actuar y realizar misiones. Paimon aparece en el ícono del juego, en los menús del sistema y en casi todas las tramas. Los jugadores necesitan interactuar con Paimon o sus menús relacionados para subir de nivel, mejorar, y pedir deseos en el gachapón. Generalmente, Paimon solo aparece junto al viajero cuando el jugador completa ciertas tareas del juego, abre el menú del juego, sale del límite del mapa o supera las restricciones de altura.
Aparte del hecho de que ella es un espíritu, no se sabe mucho más sobre este personaje. En el juego, la astróloga Mona falla al intentar adivinar el destino de Paimon. Algunos jugadores y medios han discutido sobre la identidad y habilidades de Paimon basándose en el origen de su nombre, su vestimenta y sus habilidades especiales. Aunque algunos jugadores han cuestionado la identidad y la posición de Paimon, los medios han resumido que su comportamiento en el juego es tonto y adorable, en lugar de malvado. En la historia, el viajero a veces se refiere a Paimon como «comida de emergencia». Por ejemplo, en una escena con Amber, los jugadores pueden elegir llamar a Paimon como tal, y este término se ha convertido en un meme de Internet.
En la trama del juego, Paimon disfruta dando apodos a ciertos personajes. Por ejemplo, llama a Venti «bardo de pacotilla» y a Diluc «maestro del vino».
En otras redes sociales relacionadas con el juego, los desarrolladores de miHoYo a menudo utilizan a Paimon como portavoz del juego, respondiendo a algunas preguntas sobre el desarrollo del mismo en ciertas ocasiones. En Genshin Impact, la mayoría de los correos enviados por los oficiales a los jugadores están firmados con el nombre en inglés de Paimon, «P.A.I.M.O.N».
Como uno de los personajes representativos de Genshin Impact, la imagen de Paimon aparece frecuentemente en anuncios y actividades de colaboración fuera de línea del juego.
En los minijuegos temáticos de Genshin Impact desarrollados por miHoYo, también aparece frecuentemente la imagen de Paimon.

## Impacto

### En la cultura popular
Como la mascota de Genshin Impact, Paimon aparece a menudo en las promociones del juego y es el logo del mismo.
El viajero a veces se refiere a Paimon como «comida de emergencia» en la trama del juego, lo que ha llevado a muchos jugadores a llamarla así. Algunos editores de noticias de videojuegos creen que Paimon habla de manera loca y astuta, a veces cuestionando las habilidades de ciertos personajes hasta que estos muestran sus habilidades ocultas. Algunos jugadores han especulado que Paimon es el verdadero villano de la historia, e incluso hay quienes creen que Paimon es la «Diosa desconocida» en forma reducida.
En la trama, varios diálogos de Paimon destacan su carácter y personalidad, siendo recreados por los fanes y convirtiéndose en memes en Internet.

### Recepción
Paimon, uno de los personajes más emblemáticos de Genshin Impact, ha generado tanto elogios como críticas. Muchos jugadores y creadores han elogiado su apariencia adorable y su personalidad divertida, produciendo obras derivadas y modelos 3D inspirados en ella. Sin embargo, hay quienes, incluidos algunos críticos y medios, la consideran un personaje excesivamente molesto, especialmente en su doblaje en inglés, que ha sido objeto de críticas negativas.
James Davenport, crítico de PC Gamer, ha expresado su descontento con el papel de Paimon como guía del jugador en Genshin Impact. Argumenta que Paimon encarna una «tradición fallida», similar a lo que se observa en The Legend of Zelda: Ocarina of Time, donde los jugadores no necesitan recordatorios de lo que ya conocen. Además, criticó el tono agudo de la voz de Paimon en inglés y su tendencia a referirse a sí misma en tercera persona, lo que, según él, contribuye a una experiencia de juego menos inmersiva. Sisi Jiang, editora de Kotaku, compartió una opinión similar al señalar que la voz en inglés de Paimon tiende a referirse a los jugadores en tercera persona, lo que la llevó a optar por cambiar el idioma de las voces del juego a chino para mejorar su experiencia. Nathan Grayson, otro editor de Kotaku, tuvo una opinión ambivalente sobre Paimon. Si bien disfrutó de sus diálogos, la describió inicialmente como un personaje irritante, comparándola con una versión «peor» de Navi de The Legend of Zelda: Ocarina of Time. Al final, resumió su perspectiva al afirmar que, aunque Paimon es «molesta», esa molestia se convierte en algo que se aprende a tolerar con el tiempo. Austin King, editor de Screen Rant, ofreció una opinión similar a la de Grayson al comparar a Paimon con Navi, aunque destacó su ingenio y sentido del humor. King comentó que, a pesar de sus críticas, Paimon es, sin duda, el personaje más memorable de Genshin Impact, «aunque quizás no por las mejores razones». Un editor de la revista británica Play tuvo una perspectiva positiva sobre Paimon, afirmando que, tras varias horas de juego, no podían imaginarse viajando con nadie más que con ella.
En el blog Waypoint de Vice Media, un presentador defendió a Paimon, señalando que las bromas entre ella y los jugadores son «muy divertidas». Además, destacó que la forma en que Paimon se expresa en nombre de los jugadores compensa la falta de interacción verbal, lo que considera una solución ingeniosa. Se cuenta que un jugador de Genshin Impact planteó en el blog: «¿Cuándo podré matar a Paimon?». Otro jugador comentó que Paimon comparte nombre con un personaje de la película Hereditary y con uno de los demonios de Salomón. A raíz de esto, el presentador del blog bromeó diciendo que Paimon en realidad es malvada, insinuando que podría convertirse en el jefe final del juego y acabar con todos los personajes. Nathan Grayson, de Kotaku, también observó que el comportamiento de Paimon «solo puede describirse como sospechoso», señalando que, al inicio del juego, Paimon muestra una inquietante ansiedad por una espada inexistente. Además, Grayson mencionó que algunos jugadores especulan sobre la posibilidad de que Paimon sea, en realidad, el verdadero antagonista de Genshin Impact. En abril de 2023, GamesRadar+ informó que muchos jugadores de otro juego de miHoYo, Honkai: Star Rail, consideran que sus personajes y trama son superiores a los de Genshin Impact, en parte debido a la ausencia de un personaje similar a Paimon.